# Тиленхемме
Тиленхемме (нем. Tielenhemme) — община в Германии, в земле Шлезвиг-Гольштейн. 
Входит в состав района Дитмаршен. Подчиняется управлению КЛьГ Теллингштедт.  Население составляет 130 человек (на 31 декабря 2010 года). Занимает площадь 12,7 км².
Коммуна подразделяется на 3 сельских округа.